# Czesław Ciapa
Czesław Ciapa (ur. 13 kwietnia 1922 w Brzeźnicy, zm. 5 września 1992) – polski dyplomata, ambasador w Maroku (1977–1982).

## Życiorys
Pracował jako elektryk we Dijon we Francji. W czasie okupacji niemieckiej działał w ruchu oporu. W 1944 został aresztowany i osadzony w KL Dachau i Flossenbürgu. Doczekał wyzwolenia przez Aliantów. W latach 1945–1948 Komendant Główny Oddziału ZHP we Francji w stopniu podharcmistrza. W 1948 został aresztowany przez władze francuskie.
Pracował w Ministerstwie Spraw Zagranicznych. W latach 1977–1982 pełnił funkcję ambasadora w Maroku.
W 1955 odznaczony Srebrnym Krzyżem Zasługi.
Syn Szymona. Pochowany na Cmentarzu Wojskowym na Powązkach.